# Solange Bertrand
Pour les articles homonymes, voir Bertrand (patronyme).
Solange Bertrand, née le 20 mars 1913 à Montigny-lès-Metz (alors annexé à l'Empire allemand), morte dans la même ville le 22 janvier 2011, est une artiste peintre, graveuse et sculptrice française.

## Biographie

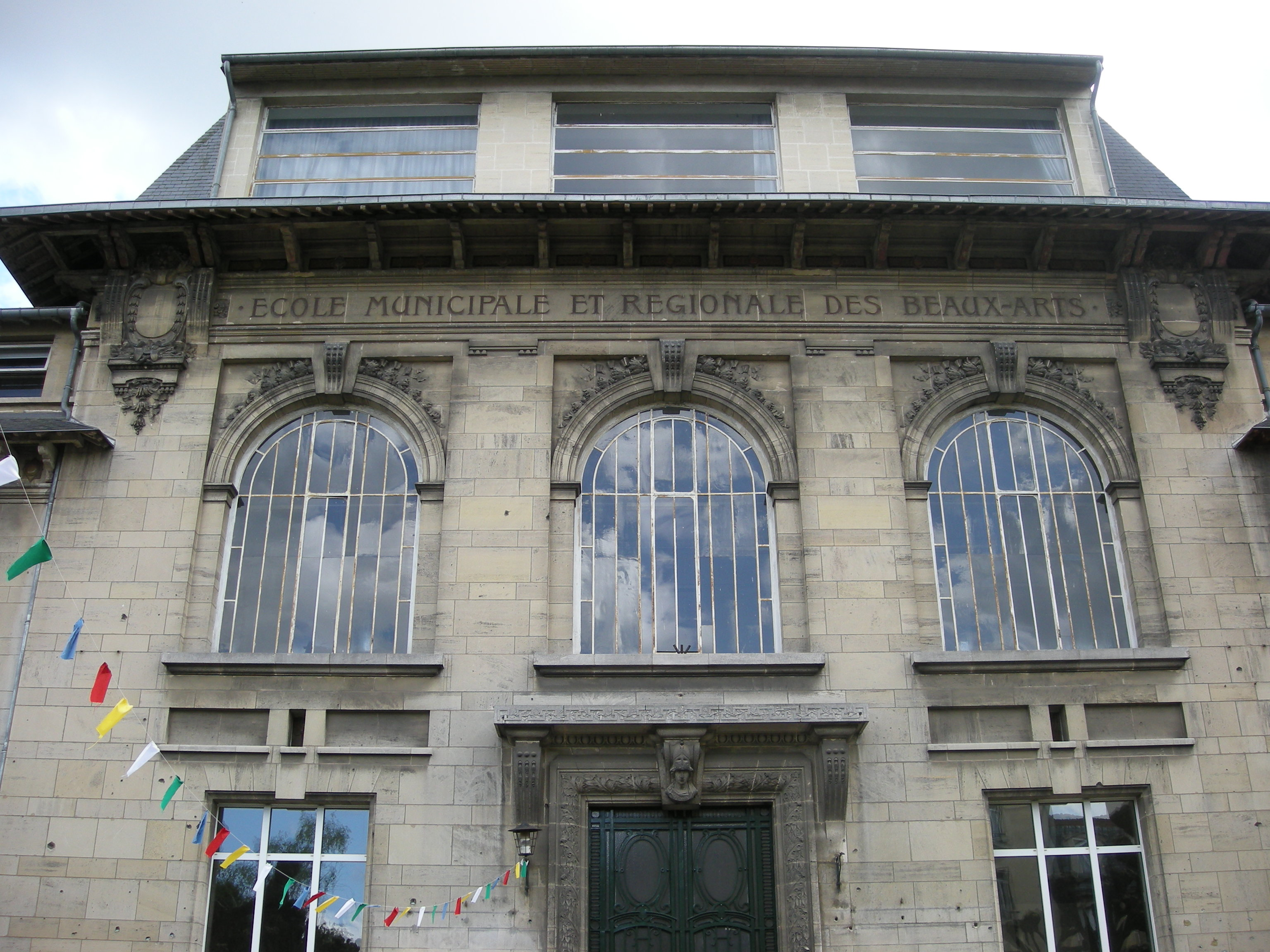
École des beaux-arts de Nancy

Pablo Picasso en 1953

Née du mariage de Léon Bertrand et Lucie Herman, Solange Bertrand exprime très jeune son goût pour la création qu’elle développe auprès de Victor Prouvé à l’École des beaux-arts de Nancy de 1934 à 1938, puis aux Beaux-Arts de Paris, mais ne se consacre entièrement à la peinture qu’après la Seconde Guerre mondiale durant laquelle elle se mobilise auprès des enfants comme infirmière diplômée d’État.
Laissant son tempérament s’exprimer, Solange Bertrand, par son œuvre, balade le spectateur à travers des allées et venues picturales, passant aisément de la figuration au sujet abstrait. Car pour l’artiste ce qui compte n’est pas tant la représentation que la force et l’émotion qui se dégagent du tableau. Ces deux idées se retrouvent dans le trait qui donne de l’intensité à ses portraits et particulièrement dans les regards. La très large gamme des couleurs utilisée, tantôt vives, voire agressives, tantôt feutrées, transparentes, ou au contraire avec une forte densité de matière, témoignent de la diversité des émotions et des climats qu'elle livre au spectateur.
Elle rencontre Henri Matisse dans son atelier parisien en 1948, puis Pablo Picasso chaque été de 1950 à 1954 à Golfe-Juan (elle exécute son portrait en 1950). Elle nourrira durablement une admiration profonde pour ces deux maîtres et conservera toujours près d'elle un tableau de Picasso reproduit de tête à la suite d'une exposition, l'hommage au maître (visible en arrière-plan de la photo). Cette influence se retrouve dans les nombreux arlequins qu'elle produit après guerre. Son œuvre préférée reste toutefois La ronde de Matisse.

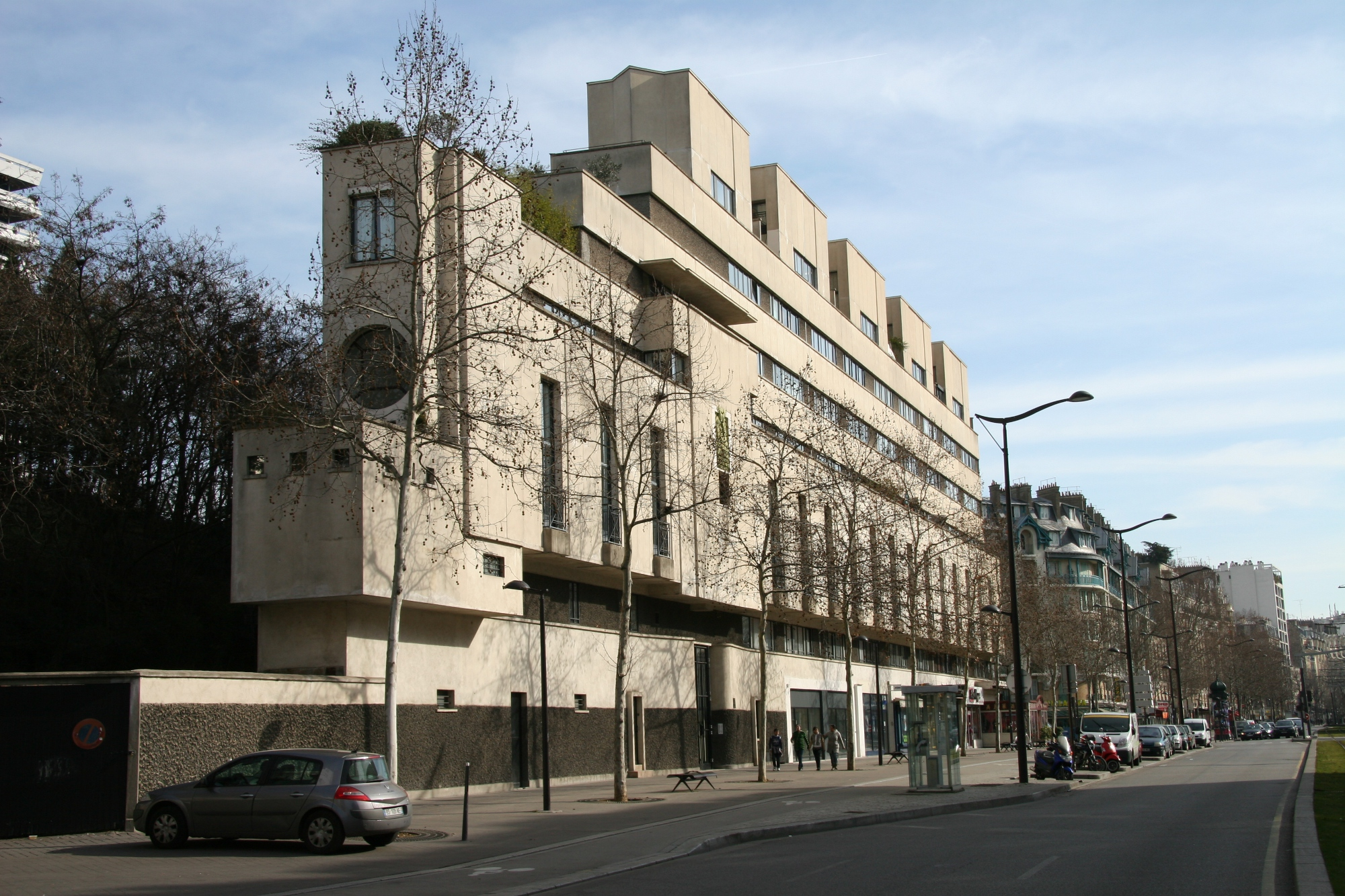
« Immeuble-paquebot », 3 boulevard Victor, Paris

Elle se partage entre sa maison natale du 35, rue de Reims à Montigny-lès-Metz et Paris où elle dispose d'un atelier dans « l'immeuble-paquebot » du 3, boulevard Victor.
Artiste trop souvent assimilée aux têtes et visages (arlequins et clowns) qu’elle a réalisé, le cœur de son œuvre reste toutefois abstraite et s’inscrit dans le courant de l'abstraction lyrique auquel elle adhère totalement . Sa recherche plastique en la matière débute dès 1945 avec le Carré bleu" notamment, ou "temps et lieu". L’abstraction qui caractérise son œuvre se déploie dans de multiples directions: abstraction géométrique, gestuelle, monochromie... Elle enchaîne les périodes et recherches picturales. En quête permanente de renouvellement elle utilise la peinture noire en bombe aérosol et la technique du pochoir dès les années 1970, offrant à Francis Parent de remarquer « la série de ses Grilles, utilisées comme des pochoirs à travers lesquels la projection de bombe donne naissance à un monde mystérieux de figures allusives et de poésie diffuse ». Francis Parent perçoit cependant que le voyage de Solange Bertrand à Gênes, en 1983, peut constituer un repère important dans l'œuvre de l'artiste : « la découverte des longues plages liguriennes de sable doré impulsera une nouvelle série de tableaux que l'histoire désignera sans aucun doute comme étant le sommet de l'œuvre de Solange Bertrand » : Les imposantes couches d'ocre y suggèrent un désert que « seuls quelques signes fugaces viennent perturber, dernière trace d'une humanité disparue ». On observe ainsi dans l'ensemble de son œuvre de réelles parentés de paysagisme abstrait avec Olivier Debré, Hanna Ben-Dov, Léon Zack, Pierre Tal Coat, Elvire Jan, David Lan-Bar ou Jacques Germain.
L’œuvre dessiné de Solange Bertrand constitue un corpus autonome important. Les thématiques du couple et de la maternité sont dominantes ainsi que les portraits souvent tracés d’un seul trait. Elle réalise également des dessins abstraits mêlant encre de chine et gouache (monotype) sur des supports variés (papier peint, papier calque ou carbone...). Outre le pochoir, elle réalise de nombreux collages dont certains - des personnages réalisés en 1960 - s'approchent fortement des Nus bleus de Matisse.
Force et tempérament, refus de la facilité, refus de plaire et renouvellement incessant caractérisent le travail de Solange Bertrand : ce qui la place parmi les grands créateurs de notre temps, évoque Francis Parent, c'est qu'« elle aura cherché toute sa vie durant des procédés inconnus, expérimenté des matières nouvelles, découvert et utilisé des moyens inédits ». Son tempérament extrêmement marqué l'éloignera progressivement des réseaux de l'art contemporain la réduisant à une certaine confidentialité.

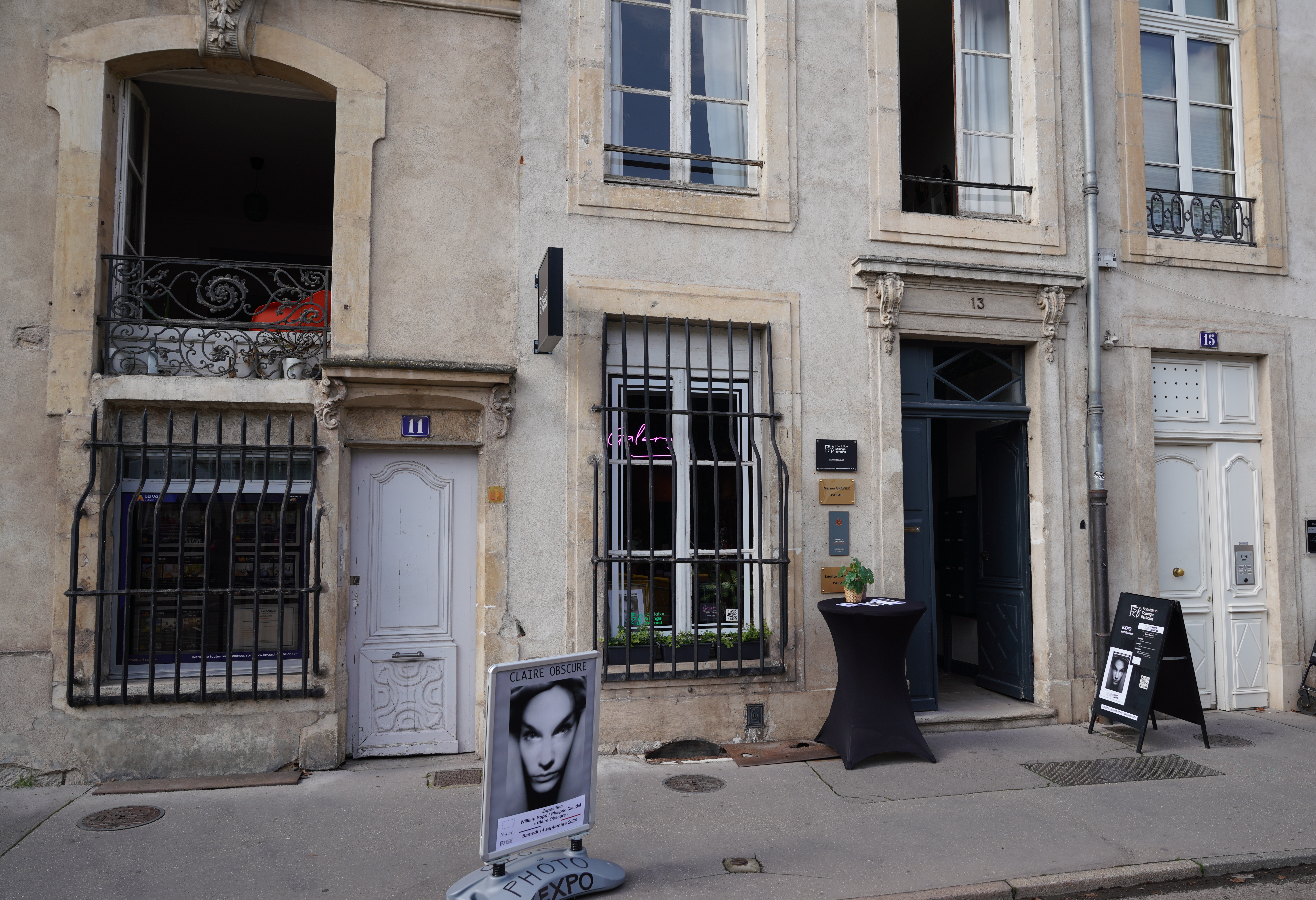
Exposition Claire obsure organisée par la fondation à Nancy lors du Livre sur la Place.

Privée de descendance, elle poursuit le projet de transmettre son œuvre et patrimoine à la fondation qui porte son nom. Cette dernière voit le jour en 2001 et obtient la reconnaissance d'utilité publique. Elle développe un projet culturel mettant en valeur l’œuvre du peintre en assurant la promotion de l'art contemporain auprès du grand public ou de public ciblé; son siège est à Longwy.
À sa mort en janvier 2011, Solange Bertrand est inhumée au cimetière de Montigny-lès-Metz. Les communes de Montigny-lès-Metz et Ennery (Moselle) possèdent une rue portant son nom.

## Distinctions
- Chevalière de l'ordre des Arts et des Lettres

## Publications bibliophiliques
- Solange Bertrand, Illustrations pour enfants, éditions Berger-Levrault, 1935.
- Irma Schweitzer (préface d'André Maurois), Lueurs dans les ténèbres, lithographies de Solange Bertrand et Camille Hilaire, 3,000 exemplaires numérotés, Paul Even éditeur, Metz, 1947.

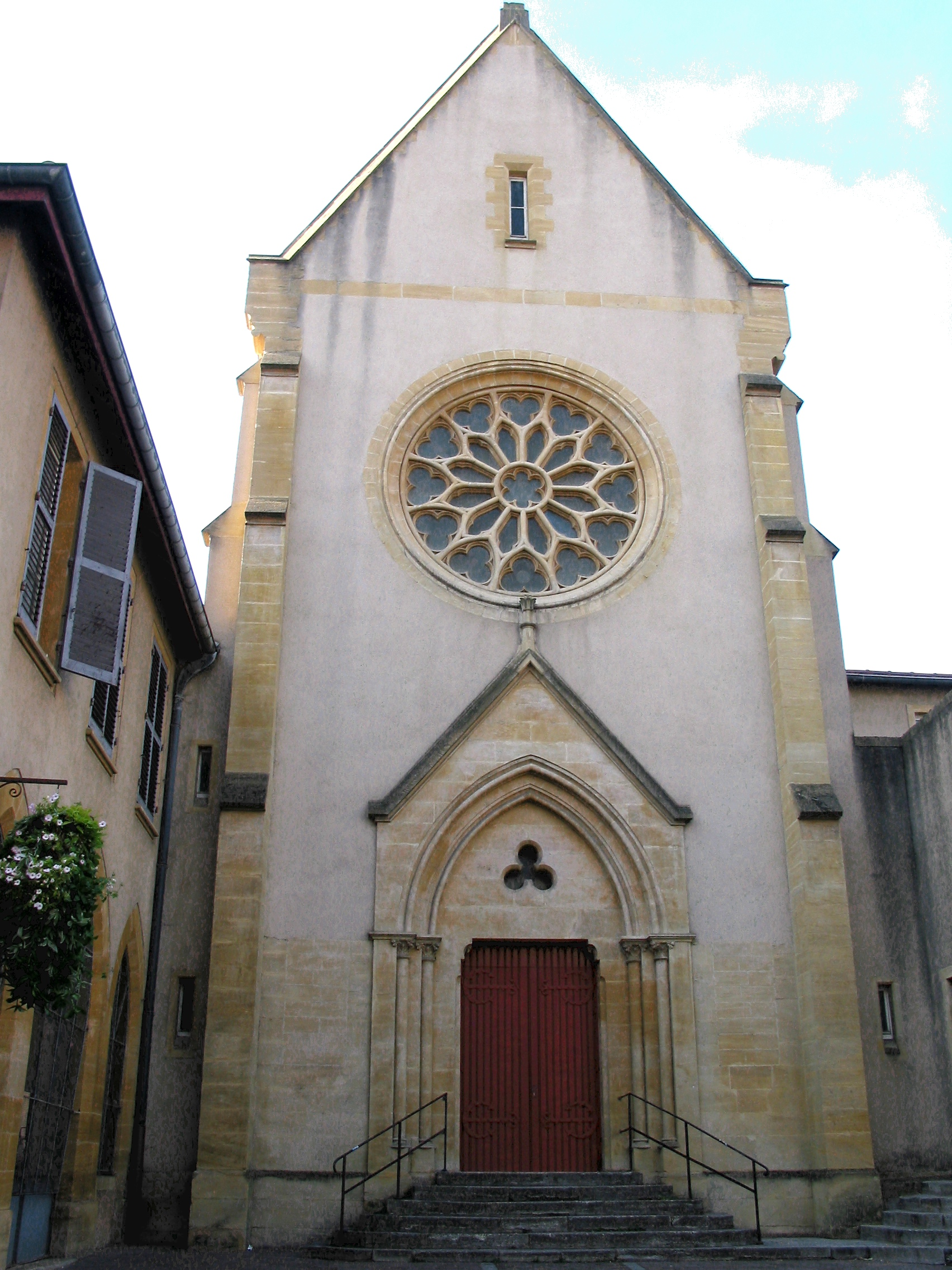
Les Trinitaires, Metz

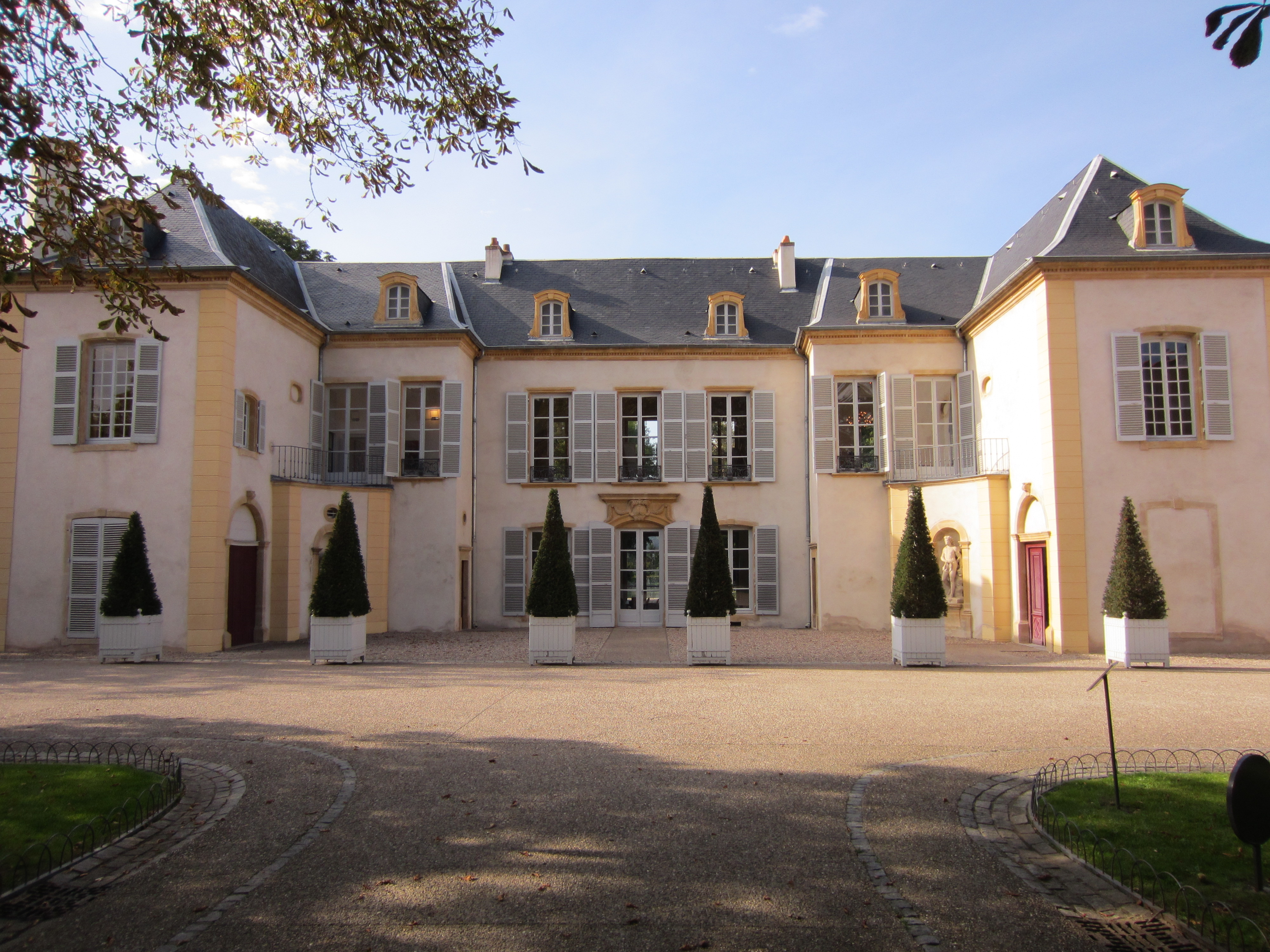
Château de Courcelles de Montigny-lès-Metz

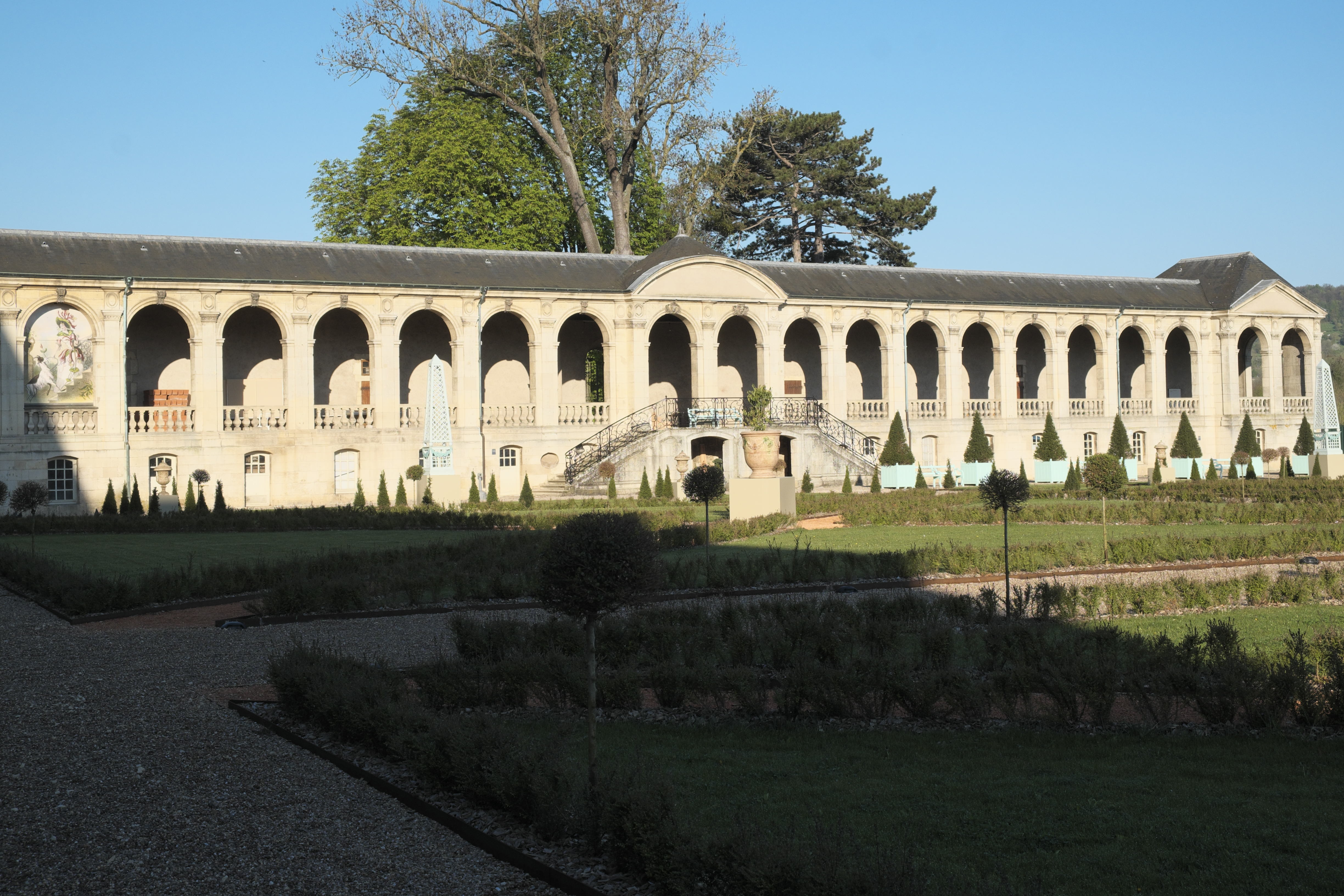
Abbaye des Prémontrés de Pont-à-Mousson

## Expositions

### Expositions personnelles
- Galerie Di Meo, Paris, juin 1962.
- L'artiste contemporain et le cirque, Musée départemental Georges-de-La-Tour, janvier-mars 1968.
- 68 ou Solange Bertrand et l'abstraction de la rue, Fondapol-Paris, mai 1968.
- Lueurs dans les Ténèbres, illustrations de 1947, La Maison natale, Montigny-lès-Metz, octobre 1968.
- Résidence Louvois, square Louvois, Paris, avril-mai 1970[7]
- Musée de la Marine, Nice, 1972[2].
- Solange Bertrand, Musée de la Cour d'Or, Metz, 1990.
- Solange Bertrand, Les Trinitaires, Metz, 2002.
- Château de Courcelles, Montigny-lès-Metz, juillet 2006 (Solange Bertrand - La vérité en peinture, rétrospective)[2], février-mars 2012 (Solange Bertrand au cœur de nos mémoires)[8],[9].
- Introduction à l'œuvre de Solange Bertrand, Le Trait d'Union ECFM, Neufchâteau (Vosges), 2010.
- « C'est Picasso qui m'a appris à nager » - Hommage à Solange Bertrand, galerie Octave Cowbell, Metz, 2011.
- Abbaye des Prémontrés de Pont-à-Mousson, 2015, juin-septembre 2017[10],[11],[12].
- Solange Bertrand, Galerie des Quatre coins, Metz, juillet-septembre 2015[13],[14].
- Le monde fabuleux de Solange Bertrand, médiathèque intercommunale de Longwy, novembre 2017 - janvier 2018.

### Expositions collectives
- Expositions non datées, à partir de 1945 : Salon de mai, Salon Comparaisons, Salon des femmes peintres et sculpteurs[3].
- Salon d'automne, 1947[2].
- Abstraction lyrique - François Arnal, Jean-Michel Atlan, Claude Bellegarde, Solange Bertrand, Camille Bryen, Chu Teh-Chun, Olivier Debré, René Duvillier, Pierre Fichet, Jacques Germain, Roger-Edgar Gillet, Hans Hartung, Paul Jenkins, John-Franklin Koenig, Georges Mathieu, Jean Messagier, Jean Miotte, James Pichette, Gérard Schneider, Pierre Soulages, espace Belleville, Paris, décembre 1987 - Janvier 1988[15].
- Femme, espace Clément-Kieffer, Varize-Vaudoncourt, juin-octobre 2010[16].

## Citations

### Dits de Solange Bertrand
- « Renoncer à l'apparence des choses pour découvrir une plus secrète signification de la réalité. Le but de l'artiste est de conduire le spectateur au cœur même d'une réalité qu'il ignore. » - Solange Bertrand[17]

### Réception critique
- « En 1947, elle peignait des arbres, des ombres, des lumières, des eaux qui bougent pour exprimer la mouvance de son univers intérieur. Peintre, sculpteur, graveur, tentée par toutes les disciplines, elle semblait aussi impatiente à vivre que ses personnages frémissants… À cette époque elle recherchait ce qu'elle appelait "le graphisme pictural" : un trait creusé dans la pâte qui mettait à découvert la courbe du dessin, ce qui donnait une singulière acuité à ses visages de femmes et d'enfants. C'était une sorte de gravure sur peinture, appuyée sur la richesse des fonds. Elle citait alors volontiers la formule d'Alfred de Vigny : "L'art est la nature vue par un tempérament" et sa joie de vivre éclatait dans ses couleurs. Vers les années 60, je la revis. Elle avait connu une époque gestuelle, abstraite, surréaliste, et cherchant toujours cette fois à travers l'expression de son propre visage à traduire une vision d'un monde qui me semble particulièrement pessimiste… Au Salon d'automne, aux Peintres témoins, je retrouvais, de loin en loin, son signe passionné et grave, et je la vis "muter" de la figuration pseudo-naïve à l'abstraction poétique, mais sans perdre les valeurs qu'elle extériorisait par son graphisme, une harmonie de composition et dans sa mouvance même. À mes questions, elle répondait en citant la formule célèbre : "c'est entre l'œil et la main du peintre que se joue tout le mystère de l'art"… Elle nous revient aujourd'hui comme dépouillée, ayant trouvé dans son graphisme des raisons suffisantes de peindre. Elle n'a rien perdu de sa pétulance, de sa disponibilité,mais on dirait que la sagesse est venue par le pinceau? Au-delà des recherches, des tentations de la couleur, elle a trouvé la facture d'une expression intérieure qui était justement la ligne de force constante de toutes ses périodes successives. » - André Parinaud[7]
- « Solange Bertrand n'a jamais lâché prise et continue à chercher le nouveau sans souci de plaire. "Quand ce que je fais est plaisant, je m'écœure, quand la peinture séduit, je l'efface" dit-elle. Elle ne s'est jamais installée et endormie. Solange Bertrand n'a peur de rien, sa main est libre. » - Benoît Goetz[18]
- « Les Têtes de Solange Bertrand ne sont jamais de véritables "portraits". Tout y est stylisé, mais ici, la plénitude et la sûreté du trait ne font qu'appuyer l'insondabilité des regards et, en conséquence, l'émotion de l'âme profonde. Voir dans ces regards vides la beauté intérieure, mais aussi, avec cette absence d'oreilles et ces lèvres définitivement fermées, l'inquiétude, l'incommunicabilité et la solitude irrémédiable de l'artiste face au monde et à l'humanité. Sa fragile instabilité aussi puisque leur composition y est disposée en guingois. Et si d'autres personnages se dédoublent, c'est pour mieux souligner la dualité des êtres humains. » - Francis Parent[5]
- « Pour Solange Bertrand, le dessin a toujours été la prière quotidienne, l'acte gymnique qu'elle s'imposait avant de prendre les pinceaux. La masse des dessins stockés dans les ateliers de Montigny et de Paris surprend par son importance et sa diversité. La personnalité de l'artiste se dégage de ce contexte et marque de son empreinte ces territoires ignorés par ses contemporains. Dans la première série des Têtes le dessin trouve la distorsion dans l'équilibre pour finir par un regard fruit d'un cubisme plus instinctif et ludique qu'analytique. Elle se regarde comme l'écho de l'art des îles grecques archaïques ou des masques africains au raffinement fin de siècle d'un Cocteau, vu par Picasso et revu à son tour par l'artiste. Dans sa période des Automatismes, tout peut arriver. Et pourtant ses dessins sont structurés. Rares sont les dessins exécutés d'après nature à l'exception de quelques êtres chers et de quelques notes de voyage. Ainsi paraît sa période des Bombages. L'artiste ponctuait sa rage par pistolet mis à distance de sa toile. » - Richard Meier[19]
- « Sa peinture des débuts tendait à un certain expressionnisme, puis a évolué à une abstraction relative. » - Dictionnaire Bénézit[3]
- « Devant un tableau ou un dessin de Solange Bertrand, nous ne pouvons en général que le "sentir". Ce que le talent d'expression de cette artiste nous offre serait comparable à une matrice : l'apparaître d'une apparition ne franchissant jamais le seuil de la réalité. Il y a bien pour nous perception, on l'a vu : une présence nous fascine. Mais cet objet perçu toujours se dérobe en même temps qu'il se révèle: fugace, instable, insaisissable est par exemple Lucie dans Hommage à Lucie (1975). Cette absence au cœur de la présence est peut-être le secret de l'attirance que nous éprouvons pour les tableaux de Solange Bertrand. » - Jean-Luc Chalumeau[2]

## Collections publiques
- musée Picasso, Antibes[20].

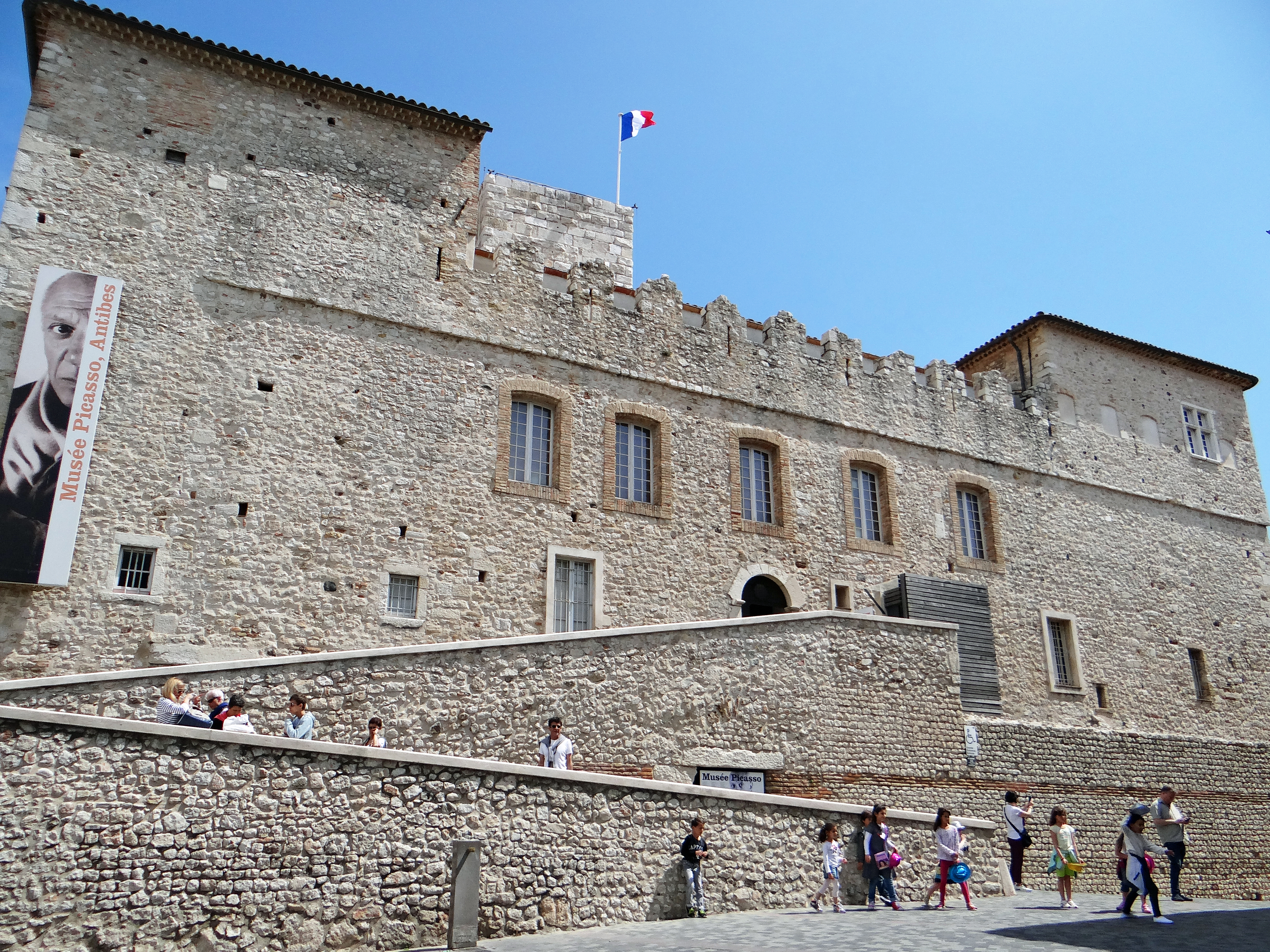
Musée Picasso d'Antibes

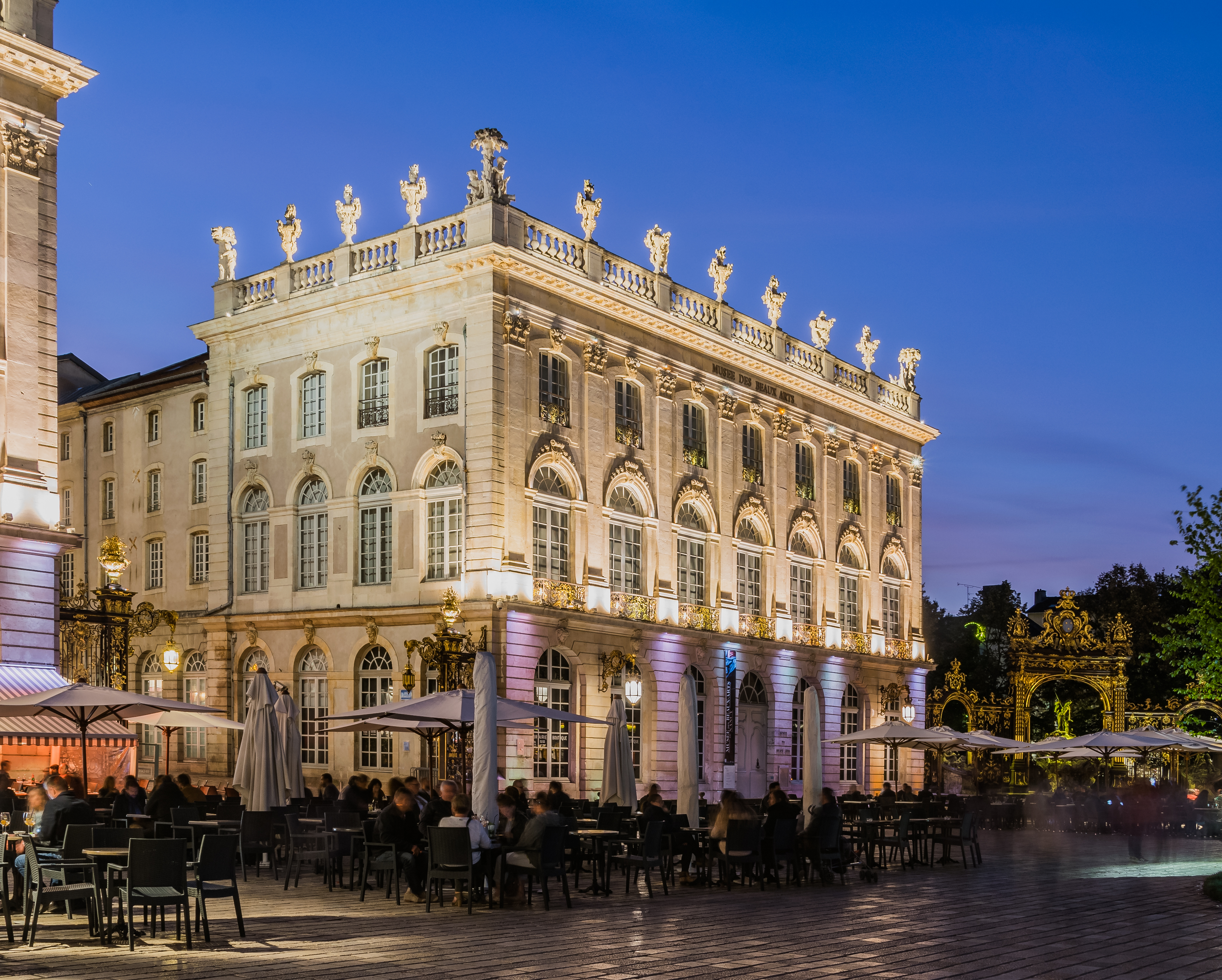
Musée des Beaux-Arts de Nancy

- musée départemental d'art ancien et contemporain, Épinal[21].
- Musée de la Cour d'Or, Metz[22] :
  - Ludmilla Pitoëff dans "L'Échange" de Paul Claudel, huile sur panneau 55 × 38 cm, vers 1946 ;
  - Maternité, huile sur toile 65 × 50 cm, 1953 ;
  - Nus, huile sur toile 41 × 33 cm, 1969.
- Mairie de Montigny-lès-Metz, L'homme du troisième millénaire, sculpture monumentale, 2001[1].
- Musée des Beaux-Arts de Nancy.
- Musée des Beaux-Arts de Nice.
- Département des estampes et de la photographie de la Bibliothèque nationale de France, Paris, deux estampes : Couple, 1937 ; Jeu de dames, 1973.
- Fonds national d'art contemporain, Paris, acquisitions de l'État à partir de 1956..
- Musée national d'art moderne, Paris.

## Collections privées[2]
Cannes, Metz, Nancy, Nice, Nîmes, Paris, Strasbourg, Düsseldorf, Sarrebruck, Oslo, Anvers, Bruxelles, Amsterdam, Londres, Milan, Venise, Luxembourg, New York.

## Prix et distinctions
- Prix Monique-Corpet de la Fondation Taylor, 1966[1].
- Maître de peinture honoris causa par le séminaire international d’art contemporain, 1982[4].
- Chevalier des Arts de l’Académie d’Italie, 1985[4].
- Chevalier de l'ordre des Arts et des Lettres par le ministre de la Culture et de la Communication, 1996.